# Nederlanders In Ontwikkeling
Nederlanders In Ontwikkeling is een Nederlands televisieprogramma op SBS6. Het programma van Klumper & Cottaar TV-Producties wordt gepresenteerd door Barbara de Loor en Wytske Kenemans.
In dit televisieprogramma staat elke aflevering een ontwikkelingsland centraal, dit land wordt bezocht om te kijken wat Nederlanders doen voor dat land.